# Boston Pizza
Boston Pizza (рус. Бостонская пицца) — канадская франчайзинговая ресторанная компания. Рестораны под этой торговой маркой работают в Канаде, США и Мексике.

## История
Компания основана Гусом Айоритисом в 1964 в Эдмонтоне. Сеть быстро расширялась. В 1970 Boston Pizza по всему Канадскому Западу уже имела 17 ресторанов, 15 из которых работали по франшизе. В 1995 число ресторанов в Канаде достигло 97, а оборот превысил 110 миллионов долларов. В 2004 оборот составил 430 миллионов долларов. В настоящее время Boston Pizza имеет оборот 755 миллионов долларов и годовой темп прироста 17 %. Boston Pizza насчитывает примерно 300 ресторанов и ежегодно обслуживает более 38 миллионов клиентов.
Одним из первых франчайзи был офицер полиции Джим Треливинг (англ. Jim Treliving). В 1968 году он заметил растущую популярность Boston Pizza и приобрёл право открыть ресторан в Пентиктоне, Британская Колумбия. Бизнес-консультантом выступил профессиональный бухгалтер Джордж Мелвилл (англ. George Melville). В 1973 году Треливинг и Мелвилл официально стали партнёрами в бизнесе. За 10 лет они открыли 16 ресторанов в Британской Колумбии. В 1983 году Треливинг и Мелвилл выкупили сеть Бостон Пицца у тогдашнего владельца Рона Койла и приступили к созданию систем и операционных стандартов, направленных на стандартизацию операций компании. В 1986 году Бостон Пицца стала официальным поставщиком пиццы на Экспо 86 в Ванкувере.
К 1995 году сеть выросла до 95 ресторанов в Западной Канаде с продажами свыше 110 млн канадских долларов. В качестве неотъемлемой части бизнеса стали спортивные бары. В 1997 году в компанию приняли Марка Пасинду с целью расширить сеть на восточные регионы Канады. По состоянию на декабрь 2012 года сеть насчитывала 348 ресторанов в Канаде, более 40 в США и Мексике.

## США и Мексика
В США и Мексике франшиза известна как «Boston’s». В 1998 году была создана штаб-квартира в США в Далласе, штат Техас. Имя «Boston Pizza» было изменено на «Boston’s The Gourmet Pizza» (Бостонская пицца для гурманов). На декабрь 2012 года сеть насчитывала около 40 ресторанов в США и 4 в Мексике.

## Рекламные кампании
Рекламные кампании ориентированы на спортивные мероприятия. В 2011 году во время первого раунда плей-офф Кубка Стэнли, когда «Бостон Брюинз» играли с «Монреаль Канадиенс», компания временно переименовала свои рестораны в Монреале в «Montreal Pizza». В финальной серии Кубка Стэнли между «Бостон Брюинз» с «Ванкувер Кэнакс» компания временно переименовала все свои рестораны в Британской Колумбии в «Vancouver Pizza».

## Спор о товарном знаке
В 2002 году Boston Pizza подала иск против Boston Market в Верховный суд Канады за использование в товарном знаке на территории Канады слова «Boston». В 2004 году компания Boston Market прекратила свою деятельность в Канаде и стороны урегулировали спор в 2008 году, договорившись, что Boston Market не будет использовать слова «Boston» или «Boston Market» в Канаде в течение пяти лет для ресторанов или любых пищевых продуктов или напитков (кроме расфасованных пищевых продуктов, но не пиццы и лазаньи).